# Triaenodes moselyi
Triaenodes moselyi är en nattsländeart som beskrevs av Douglas E. Kimmins 1962. Triaenodes moselyi ingår i släktet Triaenodes och familjen långhornssländor. Inga underarter finns listade i Catalogue of Life.